# Always on My Mind (Pet Shop Boys)
Always on My Mind è un singolo del gruppo musicale britannico Pet Shop Boys, pubblicato il 30 novembre 1987 come primo estratto dal terzo album in studio Introspective.

## Descrizione
Si tratta di una cover dell'omonimo brano inciso da Elvis Presley nel 1972, dalla quale si differenzia per le sonorità marcatamente synth pop. Nel novembre 2004 il The Daily Telegraph stilò una classifica delle 50 migliori versioni cover di tutti i tempi: Always on My Mind appare alla posizione numero 2.

## Promozione
Nel 1987 i Pet Shop Boys si esibirono nel programma televisivo Love Me Tender, un tributo per il decimo anniversario dalla morte del popolare cantante Elvis Presley, e decisero di eseguire una propria versione di Always on My Mind. Nonostante allo show presero parte diversi artisti musicali (anch'essi eseguirono proprie versioni di brani di Presley), la performance dei Pet Shop Boys fu un vero successo, talmente acclamata da far sì che al duo venisse chiesto di pubblicare quella stessa versione come singolo.
Always on My Mind originariamente non fu inclusa in alcun album; successivamente i Pet Shop Boys ri-pubblicarono l'album allora in commercio Actually con un disco bonus in cui vi era incluso il suddetto brano. Nel 1988 i Pet Shop Boys lo inclusero ufficialmente nel loro album Introspective, riproponendo Always on My Mind in chiave house in una versione più estesa (oltre 9 minuti) intitolata Always on My Mind/In My House.
Nel luglio 2012 Popjustice ha stilato la sua classifica dei 200 singoli che hanno venduto di più in tutto il decennio degli anni ottanta, includendo Always on My Mind con oltre mezzo milione di copie vendute.

## Video musicale
Il video è formato da diversi frammenti del loro film-documentario It Couldn't Happen Here. In aggiunta furono filmati diversi frammenti di video in cui Neil Tennant e Chris Lowe sono seduti in un taxi, il cui passeggero risulta essere il famoso attore inglese Joss Ackland. Alla fine del video, Ackland scende dall'auto (che si allontana) e, stando da solo, esclama: "Siete andati via. Dovrei sentirmi meglio. Ma non so come mai di ciò", le quali sono parole di un precedente e popolare singolo dei Pet Shop Boys, What Have I Done to Deserve This?.

## Tracce
CD, 12" (remix)
1. Always on My Mind (Remix) – 5:55
2. Do I Have To? – 5:14
3. Always on My Mind (Dub Version) – 2:05

7"
- Lato A

1. Always on My Mind – 3:59

- Lato B

1. Do I Have To? – 5:14

MC, 12"
- Lato A

1. Always on My Mind (Extended Dance Version) – 8:10

- Lato B

1. Do I Have To? – 5:14
2. Always on My Mind – 3:59

## Successo commerciale
Il brano ottenne un buon successo in madrepatria, debuttando in vetta alla Official Singles Chart, divenendo inoltre il singolo natalizio più venduto dell'anno, battendo Fairytale of New York dei The Pogues e Kirsty MacColl. Il brano restò in cima alla classifica per quattro settimane, stessa posizione che ottenne in Germania nel 1988. Anche negli Stati Uniti d'America il brano fu un successo, entrando nella Top 5 della Billboard Hot 100 (divenendo il quinto ed ultimo singolo del duo che entrò nella Top10 in quella classifica). Always on My Mind ottenne il disco d'oro in Canada e Germania, e quello di platino nel Regno Unito,
In seguito alla premiazione dei Pet Shop Boys ai BRIT Awards del 2009, Always on My Mind rientrò addirittura nella Official Singles Chart

## Classifiche
| Classifica (1987/88)     | Posizione massima |
| ------------------------ | ----------------- |
| Australia                | 10                |
| Austria                  | 2                 |
| Belgio                   | 2                 |
| Canada                   | 1                 |
| Francia                  | 22                |
| Germania                 | 1                 |
| Irlanda                  | 2                 |
| Italia                   | 9                 |
| Norvegia                 | 3                 |
| Nuova Zelanda            | 8                 |
| Paesi Bassi              | 3                 |
| Polonia                  | 1                 |
| Regno Unito              | 1                 |
| Svezia                   | 1                 |
| Svizzera                 | 1                 |
| Sudafrica                | 3                 |
| Stati Uniti              | 4                 |
| Stati Uniti (dance club) | 8                 |